# Tabasco Road
Tabasco Road ist ein US-amerikanischer Zeichentrick-Kurzfilm von Robert McKimson aus dem Jahr 1957.

## Handlung
In einer mexikanischen Bar wird gefeiert – in einem Mauseloch, das eine Familienfeier begeht, bei der Speedy Gonzales seine Rennkünste zeigt. Zwischendurch versucht er, seine Freunde Pablo und Fernando vom übermäßigen Trinken abzuhalten, kann jedoch nicht verhindern, dass beide stark betrunken auf die Straße torkeln. Hier werden sie von einer Katze gestellt, die beide Mäuse zum Kampf auffordern. Nur mit Mühe gelingt es Speedy Gonzales, die beiden Mäuse vor der Katze zu retten bzw. bereits verschluckte Mäuse wieder ans Tageslicht zu holen. Als er glaubt, beide Freunde endgültig in Sicherheit gebracht zu haben, und auch die Katze mit Dynamit verjagt hat, hört er in der Nähe Pablo und Fernando krakeelen: Sie fordern nun betrunken sämtliche Katzen der Gegend zum Zweikampf auf und Speedy Gonzales macht sich zum nächsten Katzenkampf bereit.

## Produktion
Tabasco Road kam am 20. Juli 1957 als Teil der Warner-Bros.-Trickfilmreihe Speedy Gonzales, einer Unterreihe der Serie Looney Tunes, in die Kinos. Speedy Gonzales, Pablo und Fernando werden von Mel Blanc gesprochen.

## Auszeichnungen
Tabasco Road wurde 1958 für einen Oscar in der Kategorie „Bester animierter Kurzfilm“ nominiert, konnte sich jedoch nicht gegen Birds Anonymous durchsetzen.